# 加拿大總督
加拿大總督（英語：Governor General of Canada）是加拿大君主的代表。由於加拿大君主与英國君主是同一人，君主通常並不居住在加拿大，因此總督作為君主在加拿大的代表，以行使君主的相關職權。
最初這個職位的功能是負責英國本土政府與自治領或殖民地之間的聯絡。自從加拿大獨立為主權國家後，英國政府已逐漸無法透過總督干涉加拿大内政。故即使英國君主與加拿大君主仍由同一人擔任，英國國王本人不以君主身分任命加拿大總督，而由加拿大自決總督人選。
伍冰枝和庄美楷兩位總督任內曾在某些公共場合中稱自己為「加拿大元首」（Head of State）。2004年，伍氏前往法國參與紀念盟國諾曼第登陸海灘的典禮時更在伊丽莎白二世面前被稱為加拿大元首。然而加拿大總督僅為君主的代理人，與君主在同個領土時，權力復歸君主本人行使，故此舉令白金漢宮有所不滿。
加拿大總督在西敏制君主立憲制憲政慣例下通常只擁有象徵權力如英國君主般，例如代表加拿大君主行使君主作為加拿大軍隊總司令的職權、任命獲加拿大下議院多數信任的政黨領袖為總理、按總理建議任命內閣成員和省督及授勛、出席不同的公眾活動如接待外國政要和探訪弱勢社群等，跟英國君主一樣不握有日常行政權力。大多數的政治權力都按慣例授予由總理領導的政府。故根據出自英國的西敏制傳統，一般來說加拿大總督的所有決定，如御准法案、解散國會進行大選，皆須聽從總理「提議」。甚至總督人選和任期實際上皆由總理決定，君主往往僅循例批准之，惟任期通常在五年起，並可作有限延任。儘管上述保留權力由民選政府監督，反之，總督可視為是防止政府、內閣閣員濫權的最後防綫。
早期的總督多以英國貴族為人選，而自二十世紀中葉开始，總督一直由加拿大公民擔任，并且設立了由英語人士和法語人士輪流擔任的慣例，以彰双語平等地位。再者，如同各省省督，近年人選亦不乏少數族裔和女性：伍冰枝、莊美楷和瑪麗·西蒙分別是首位（也是目前唯一）亞裔、非裔和加拿大原住民，而且都是女性。人選的多樣性從側面彰顯加拿大社會多元共融的特質。
加拿大總督的官邸及辦公室是加拿大總督府位於加拿大首都渥太華的丽都厅（Rideau Hall）及第二官邸魁北克城堡Citadelle，也是法理上君主住所。
當總督外訪、從缺或因其他原因不能履行職務，加拿大首席大法官便會擔任行政官（Administrator of the Government of Canada），行政長官會署理总督职责。

## 角色和職責
隨著加拿大作為一個主權獨立國家的演變，總督的職責也隨著時間的推移而演變。1947 年，喬治六世國王簽署的專利證書重新定義了總督的權力。這些信件專利「授權我們的總督，根據加拿大樞密院或其任何成員的建議，或根據情況需要單獨行使在加拿大方面合法屬於我們的所有權力和職權」。此後，總督每天代表國家元首充分履行憲法職責，不僅在加拿大，而且在國外。根據專利信件，總督也是加拿大的總司令。
身為加拿大總司令，總督在認識加拿大軍隊在國內外的重要性方面發揮著重要作用。
總司令向加拿大武裝部隊成員及其家人和親人提供支持和鼓勵，同時幫助加拿大人認識到軍隊過去和現在的貢獻

## 憲法義務
加拿大是君主立憲制國家，國家元首和政府首長的職責是不同的。總督行使國家元首國王陛下的權力和職責。因此，總督通常是無黨派且非政治性的
作為國王在加拿大的代表，總督有許多職責，其中最重要的職責之一是確保加拿大始終擁有一位得到議會信任的總理和政府。總督的其他憲法職責包括：
- 加拿大總理、內閣部長和首席大法官宣誓就職；
- 召集、休會和解散議會；
- 代行發表御座演講；
- 對議會法案代行御准；
- 根據總理的建議任命加拿大樞密院成員、加拿大各省省督和某些法官
- 簽署加拿大政府的官方法律正式文件，例如法案及行政命令。
- 根據總理的建議任命國防參謀長；
- 根據國防部長的建議任命加拿大軍團皇家上校；
- 批准新的軍事徽章和徽章；
- 訪問國內外的軍事基地和加拿大武裝部隊人員；
- 為加拿大武裝部隊授予新軍旗；
- 授予軍事功績勳章、功績勳章、軍事英勇勳章以及維和和特勤獎章等軍事榮譽；
- 簽署委託捲軸；
- 參加追思會；
- 參加紀念日等儀式活動

雖然《 憲法》  （1867 年）將行政權賦予國王，但實際上這項權力是由首相及其部長行使的。總督根據政府首長的建議行事，但還是有 提出建議的權力、鼓勵的權力 和警告的權力。因此，總督可以向總理提供寶貴的建議。總督也擁有一定的實質保留權力及緊急權力，從而充當加拿大的民主保障，並不是訪間傳聞的毫無實權，只是近年來加拿大總督使用特殊緊急權力次數較少。
根據制憲會議，總督 只能根據總理的建議行使這些特權。但根據同樣的慣例，他或她在緊急情況或特殊情況下保留特殊的個人權力。在這種情況下，他或她可以任命或罷免總理；他們還可能解散議會。自聯邦成立以來，總督（斯坦利勳爵和阿伯丁勳爵）至少有兩次（1891 年和 1893 年）任命跟罷免總理
其他英聯邦國家實際案例
例如澳洲在1975年的憲政危機中，時任澳洲總督約翰·柯爾以澳洲總理無法使參議院通過預算案為由，解散了時任澳洲總理高夫·惠特拉姆的政府

## 總督與總理（首相）的密切關係
在英式西敏制英聯邦國家，例如在英國，首相與君主定期每周舉行私人會面是一項長期（且頗具戲劇性）的傳統。而在加拿大除了重大必要政策如選舉及解散國會需要會面，實行定期會面取決於加拿大總理，然而，當總理需要請求總督做一些特別重要的事情時，通常至少會安排一次解釋性電話。例如，總理賈斯汀·杜魯道 (Justin Trudeau) 的父親時任總理老杜魯多覺得有必要在 1970 年撥打致電時任總督羅蘭·米切納 (Roland Michener) （页面存档备份，存于） 的電話，以解釋為什麼要叫醒他來馬上簽署授權《戰爭措施法案》。然而，無論如何，總理和總督可能會成為最好的朋友。皇家歷史學家卡羅琳·哈里斯告訴《國家郵報》，開國總理約翰·A·麥克唐納爵士和達弗林勳爵關係非常密切，以至於麥克唐納成為了總督兒子的教父

## 代表加拿大
總督代表加拿大參加國內和國際儀式和活動。在加拿大，總督透過正式歡迎新大使以及國王不是國家元首的新高級專員來加強該國與其他國家的聯繫。總督也在渥太華的里多大廳和魁北克城堡接待外國國家元首和王室成員訪問加拿大期間的活動。總督也為即將卸任的加拿大大使和高級專員簽署外交信函，他們在世界舞台上代表加拿大。
總督也透過出國進行國事訪問和正式訪問，在國際關係中發揮重要作用。在國事訪問期間，總督通常由代表各個專業領域的加拿大知名人士組成的代表團陪同。進行國際訪問的目的是宣傳加拿大、加深民間聯繫並加強加拿大與國際夥伴的關係。
總督代表所有加拿大人頒發榮譽和獎項，以表彰傑出人士。從社區志工到科學家，從演員到軍人，從學者到我們的鄰居，每年都有數百名加拿大人獲得認可。
擁有許多獎項和榮譽，包括加拿大勳章、功績勳章和志願者主權勳章。除其他活動外，勇敢、卓越的藝術成就和學術成就也受到認可。獲獎者來自各行各業，但都渴望幫助他人並取得卓越成就。
總督也是加拿大紋章局的負責人，該局透過授予國徽、旗幟和徽章來承認加拿大人，作為加拿大榮譽制度的一部分。
各國大使外交官抵達加拿大後，在履行作為使團團長的職責之前，新大使以及查理三世國王陛下不是國家元首的國家的新高級專員必須受到總督的正式歡迎加拿大將軍。代表國王擔任國家元首的國家的高級專員被正式介紹給加拿大總理。
全權證書是國家元首作為正式代表向外交使團新任團長頒發的正式文件。正式頒獎典禮在總督官邸舉行，無論是在渥太華的里多大廳還是在魁北克的城堡。目前，有180多名駐加拿大外交使團團長。

## 註解
1. ↑  如果時任總督為男性，其法語頭銜為。

## 外部連結
- 加拿大總督官方網頁（页面存档备份，存于）（英文）（法文）